# 東里奇伍茲 (阿肯色州)
東里奇伍茲（英語：East Richwoods）是位於美國阿肯色州斯通縣的一個非建制地區。該地的面積和人口皆未知。

## 地理
東里奇伍茲的座標為35°50′45″N 92°08′05″W / 35.84583°N 92.13472°W，而該地的平均海拔高度為374米（即1227英尺）。